# Arroyo Mataperros Chico
Der Arroyo Mataperros Chico ist ein Fluss in Uruguay.
Er entspringt im Norden des Departamento Salto nahe der Grenze zum Nachbardepartamento Artigas und südlich der Quelle des Río Arapey Chico. Von dort verläuft er in südöstliche Richtung und mündet schließlich als rechtsseitiger Nebenfluss in den Arroyo Mataperros Grande.